# 제타 디비전
제타 디비전(ZETA DIVISION)은 일본의 종합 프로게임단이다.

## 연혁

### 발로란트
- 2020년 4월 7일 : Absolute JUPITER 창단
- 2021년 7월 8일 : ZETA DIVISION으로 팀명 변경

## 소속 선수

### 발로란트
- 감독 : 사와다 유야
- 코치 : 모토야마 히비키

| 이름              | 아이디    | 비고 |
| ----------------- | --------- | ---- |
| 다케바야시 료     | barce     |      |
| 마루오카 토모아키 | crow      |      |
| 하시모토 유마     | Dep       |      |
| 우시다 고지       | Laz       | 주장 |
| 와타나베 쇼타     | SugarZ3ro |      |
| 아사이 텐타       | TENNN     |      |

## 주요 성적

### 발로란트
- 2021년
  - 2021 발로란트 챌린저스 재팬 스테이지 1 챌린저스 1 조별리그 1위
  - 2021 발로란트 챌린저스 재팬 스테이지 1 챌린저스 2 조별리그 1위
  - 2021 발로란트 챔피언스 투어 마스터스 스테이지 1 재팬 준우승
  - 2021 발로란트 챌린저스 재팬 스테이지 2 준우승
  - 2021 발로란트 챌린저스 재팬 스테이지 3 우승
  - 2021 발로란트 챔피언스 투어 마스터스 스테이지 3 14위
- 2022년
  - 2022 발로란트 챌린저스 재팬 스테이지 1 우승
  - 2022 발로란트 챔피언스 투어 마스터스 스테이지 1 3위
  - 2022 발로란트 챌린저스 재팬 스테이지 2 준우승
  - 발로란트 챔피언스 2022 10위
- 2023년